# Обсессивно-компульсивная шкала Йеля — Брауна
Обсессивно-компульсивная шкала Йеля — Брауна (англ. Yale—Brown obsessive-compulsive scale); Y-BOCS — клиническое пособие для определения степени тяжести обсессивных и компульсивных симптомов. Разработана Вейном Гудманом (англ. Wayne Goodman) и его коллегами в  Йельском и Брауновском университетах. Шкала определяет степень выраженности симптомов вне зависимости от формы обсессий и компульсий. Состоит из 10 пунктов, 5 из которых рассматривают степень выраженности обсессивных симптомов, 5 — выраженность компульсий.
Измерение степени тяжести обсессивно-компульсивного расстройства  с помощью шкалы Йеля — Брауна позволяет наблюдать клиническую динамику расстройства. Шкала является широко используемым и имеющим высокую валидность клиническим пособием.

## Методика применения
Шкала Йеля—Брауна изначально была разработана для применения специалистами в области психического здоровья. Все 10 пунктов шкалы заполняются в ходе проведения клинического интервью, после чего подсчитывается общий балл.  Каждый из пунктов оценивается по 5-балльной системе от 0 до 4 баллов. По каждому пункту определяется средняя степень выраженности симптомов в течение последней недели. Посредством повторного и последовательного использования шкалы проводится динамическая оценка проводимого лечения. 

Шкала Йеля—Брауна также адаптирована для применения в качестве инструмента самооценки психического состояния. Данный вариант шкалы используется при проведении исследований с вовлечением большого количества пациентов, а также при скрининге психических расстройств.

## Подсчёт баллов и оценка результатов
При оценке состояния пациента степень выраженности обсессивных и компульсивных симптомов определяется по 5 следующим критериям: продолжительность симптомов в течение суток, степень нарушения жизнедеятельности, уровень психологического дискомфорта, сопротивление симптомам и контроль над ними.

## Оценка суммарного балла
0—7 — Субклиническое состояние
  
8—15 — Обсессивно-компульсивное расстройство легкой степени выраженности.
  
16—23 — Обсессивно-компульсивное расстройство средней степени тяжести.
 
24—31 — Обсессивно-компульсивное расстройство тяжелой степени.
 
32—40 — Обсессивно-компульсивное расстройство крайне тяжелой степени тяжести.